# ویلیام وورتینگتون
ویلیام وورتینگتون (انگلیسی: William Worthington; زاده ۸ آوریل ۱۸۷۲ – درگذشته ۹ آوریل ۱۹۴۱) بازیگر و کارگردان فیلم اهل ایالات متحده آمریکا بود.

## گزیده فیلمشناسی
- شکوفه در غبار (۱۹۴۱)
- ایب لینکلن در ایلینوی (۱۹۴۰)
- ریو (۱۹۳۹)
- اتحادیه اقیانوس آرام (۱۹۳۹)
- زنوبیا (فیلم) (۱۹۳۹)
- پیروزی سیاه (۱۹۳۹)
- فرشتگانی با چهره‌های کثیف (۱۹۳۸)
- شهرک پسرها (۱۹۳۸)
- هتل هالیوود (۱۹۳۷)
- به دنبال مرد لاغر (۱۹۳۶)
- کمیل (۱۹۳۶)
- وسوسه باشکوه (۱۹۳۵)
- کاردینال ریشلیو (۱۹۳۵)
- پیاده‌روی لاس‌زنی (۱۹۳۴)
- شبح طلا (۱۹۳۴)
- سوپ اردک (۱۹۳۳)
- سامسون (۱۹۱۴)